# Tuyến 2 (Đường sắt đô thị Hà Nội)
Tuyến 2 hay còn gọi là Tuyến Nội Bài – Hoàng Quốc Việt hoặc Tuyến Hoàn Kiếm (Giai đoạn 1: Nam Thăng Long – Trần Hưng Đạo) là tuyến metro đang được giải phóng mặt bằng và chuẩn bị đầu tư thi công ở Thủ Đô. Là một phần của hệ thống mạng lưới Đường sắt đô thị Hà Nội, tuyến được phân thành 5 kỳ đầu tư chính được thực hiện theo thứ tự với tổng chiều dài dự kiến là 47,3 km gồm 36 nhà ga và 2 depot:
- Tuyến 2.1: Nam Thăng Long – Trần Hưng Đạo dài 11,5 km gồm 3 ga trên cao, 7 ga ngầm và 1 depot. Tổng chi phí thực hiện là 35.678 tỷ đồng[2].
- Tuyến 2.2: Trần Hưng Đạo – Thượng Đình dài 5,96 km với 6 ga ngầm. Ước tính chi phí xây dựng là 34.700 tỷ đồng[3].
- Tuyến 2.3: Nội Bài – Nam Thăng Long dài 19,65 km bao gồm 3 ga ngầm, 9 ga trên cao và 1 depot. Mức đầu tư dự kiến của dự án là 25.000 tỷ đồng[3].
- Tuyến 2.4: Thượng Đình – Vành đai 2.5 – Hoàng Quốc Việt dài khoảng 7,65 km với 7 nhà ga ngầm chưa rõ chi phí đầu tư cụ thể.
- Tuyến 2.5: Nội Bài – kéo dài đi Sóc Sơn dài 10,2 km với 4 ga trên cao hiện có chi phí đầu tư thi công ước tính khoảng 20.767 tỷ đồng.

Hiện tại trong 5 đoạn tuyến trên duy nhất Tuyến 2.1 đang trong công tác GPMB chuẩn bị đầu tư thi công. Các đoạn tuyến khác vẫn đang được xem xét, rà soát và chuẩn bị các thủ tục liên quan. Để đáp ứng theo quy hoạch chung mới của Thủ Đô, Tuyến 2 dự kiến bổ sung thêm đoạn Trần Hưng Đạo – Chợ Mơ – Ngã Tư Sở – Hoàng Quốc Việt đi ngầm hoàn toàn với chiều dài 11,5 km và tổng mức đầu tư dự kiến khoảng 49.755 tỷ đồng. Chính phủ Nhật Bản bày tỏ mong muốn tài trợ cho cả dự án gồm các đoạn tuyến trên bằng nguồn vốn ODA nhằm đồng bộ công nghệ toàn tuyến.
Giai đoạn 1 bắt đầu từ ga Nam Thăng Long ở quận Tây Hồ và kết thúc ở ga Trần Hưng Đạo (C10) thuộc Quận Hoàn Kiếm, đi qua 3 ga trên cao và 7 ga ngầm với tổng chiều dài là 11,5 km, trong đó đoạn trên cao từ KĐT Nam Thăng Long đến KĐT Tây Hồ Tây dài 2,6 km và đoạn đi ngầm từ ga Bưởi đến ga Trần Hưng Đạo dài 8,9 km. Depot của tuyến được đặt tại phường Xuân Đỉnh, quận Bắc Từ Liêm. Hướng tuyến đi từ Nam Thăng Long (khu đô thị Nam Thăng Long – Ciputra) theo đường Nguyễn Văn Huyên kéo dài – Hoàng Quốc Việt – Hoàng Hoa Thám – Thụy Khuê – Phan Đình Phùng – Hàng Giấy – Hàng Đường – Hàng Ngang – Hàng Đào – Đinh Tiên Hoàng – Hàng Bài và kết thúc tại điểm cuối giao với phố Trần Hưng Đạo. Khi đi vào hoạt động tuyến sẽ giúp giảm lưu lượng xe cá nhân, giảm ô nhiễm môi trường, tạo động lực cho mạng lưới giao thông công cộng của thành phố và kết nối sân bay, vùng ngoại ô, các khu đô thị mới của Hà Nội đến khu trung tâm phố cổ. Đồng thời, hướng tuyến chạy vành đai kết hợp hướng tâm giúp trung chuyển hành khách và liên kết hiệu quả với các tuyến metro khác.

## Vốn
Giai đoạn 1 được nghiên cứu từ năm 2004 và phê duyệt vào tháng 11 năm 2008 với tổng mức đầu tư dự kiến là 19.555 tỷ đồng, sau đó tăng lên hơn 35.678 tỷ đồng (tương đương với 200.744 triệu Yên Nhật), tức hơn 82% so với ban đầu. Trong đó, vốn ODA là 29.670 tỷ đồng và vốn đối ứng của Hà Nội hơn 5.910 tỷ đồng. Chủ đầu tư của dự án là Ban Quản lý Đường sắt đô thị Hà Nội (MRB), tư vấn lập dự án là Liên danh Công ty Cổ phần Tư vấn thiết kế GTVT phía Nam và Viện Quy hoạch xây dựng Hà Nội, vốn vay từ Cơ quan hợp tác quốc tế Nhật Bản (JICA) và vốn đối ứng của Việt Nam.

## Tổng quan thiết kế
Ban đầu giai đoạn 1 của dự án được thiết kế có chiều dài tổng cộng 11,5 km, trong đó có 3 km đi trên cao và 8,5 km đi ngầm. Sau đó Ban Quản lý Đường sắt đô thị Hà Nội (MRB) kiến nghị thay đổi chiều dài hai đoạn trên, cụ thể đoạn trên cao giảm từ 3 km xuống 2,6 km và đoạn ngầm tăng từ 8,5 km lên 8,9 km. Chiều dài phần đi ngầm và đi trên cao thay đổi so với báo cáo nghiên cứu khả thi được duyệt năm 2008 do thay đổi phương án trắc dọc đoạn chuyển tiếp từ phần cầu cạn sang phần hầm; đồng thời, thay đổi phạm vi giữa hai phần trên cao và phần ngầm. Ngoài ra, diện tích sử dụng đất của dự án tăng lên 51,37 ha thay vì 49,06 ha như đề xuất trước đó.

## Đầu máy toa xe
Tại thời điểm bắt đầu triển khai dịch vụ, Tuyến 2 (Giai đoạn 1) dự định khai thác 10 đoàn tàu điện (EMU) động lực phân tán công nghệ tiếp điện trên cao 1500 V DC sử dụng cần tiếp điện tay đơn, điện được cấp từ 5 trạm điện phụ dọc tuyến. Cấu hình đoàn tàu là 4 toa Tc-M-M-Tc, về sau có thể kéo dài lên 6 toa nhằm đáp ứng nhu cầu đi lại của hành khách. Vỏ tàu được làm bằng hợp kim nhôm hoặc thép không gỉ. Các đoàn tàu sẽ được sản xuất tại Nhật Bản. Thân toa xe đầu/cuối có chiều dài là 20,3 m trong khi toa xe trung gian là 19,5 m, các toa rộng 2,95 m và cao 3,65 m (chưa tính chiều cao cần tiếp điện và khối điều hòa không khí) với 8 cửa, 4 cửa mỗi bên, chiều rộng cửa khoảng 1,3 m và cao 1,85 m . Tổng chiều dài đoàn tàu là ~80 m với cấu hình 4 toa và ~120 m với cấu hình 6 toa. Trong khoang sẽ trang bị ghế ngồi, tay nắm đứng, màn hình LED hiển thị thông tin, loa phóng thanh, khu vực riêng cho các đối tượng ưu tiên như người già, trẻ nhỏ, phụ nữ mang thai,... Khổ đường ray sử dụng là 1.435 mm (khổ tiêu chuẩn).
Thời gian di chuyển từ ga Nam Thăng Long (C1) đến ga Trần Hưng Đạo (C10) sẽ mất khoảng 13 phút, tốc độ khai thác trung bình từ 30 km/h đến 50 km/h, tốc độ thiết kế 120 km/h. Hệ thống cơ điện, Tiêu chuẩn đường sắt đô thị Châu Á (STRASYA) sẽ được áp dụng cùng với các hệ thống tiêu chuẩn Nhật Bản và Việt Nam bao gồm đầu máy toa xe, các công tác đường ray, thông tin tín hiệu: ATP, ATS, ATO, và CBTC.

### Cấu hình
4 toa (2M2T):
| Toa  | 1  | 2 > | 3 < | 4  |
| ---- | -- | --- | --- | -- |
| Loại | Tc | M   | M   | Tc |

6 toa (3M3T):
| Toa  | 1  | 2 > | 3 < | 4 | 5 < | 6  |
| ---- | -- | --- | --- | - | --- | -- |
| Loại | Tc | M   | M   | T | M   | Tc |

- Mc (Motorized car with driving cabin): Toa xe động lực có buồng lái (không sử dụng)
- M (Motorized car): Toa xe động lực không có buồng lái
- Tc (Trailer car with driving cabin): Toa xe kéo theo có buồng lái
- T (Trailer car): Toa xe kéo không có buồng lái

## Nhà ga

### Đoạn trên cao
Tổng chiều dài đoạn trên cao Tuyến 2.1 là 2,6 km cầu cạn gồm 3 nhà ga trên cao sẽ được xây dựng: ga Nam Thăng Long (C1) tại Khu đô thị Ciputra, ga Ngoại Giao Đoàn (C2) tại khu đô thị Ngoại giao đoàn, ga Tây Hồ Tây (C3) tại Khu đô thị Tây hồ Tây. Ý tưởng thiết kế các ga trên cao đã được xem xét có tính đến sự phù hợp với các khu vực mới đô thị hóa và cảnh quan xung quanh. Các nhà ga trên cao gồm tầng trung chuyển, tầng ke ga có bố trí máy bán vé, hệ thống thu soát vé tự động (AFC), nhà vệ sinh, thang cuốn và thang máy.

#### Kích thước
- Ga C1 và ga C3 sẽ dài 140 m và rộng 22,2 m, thiết kế ke ga dạng đối xứng với 2 làn tàu chạy.
- Ga C2 sẽ là ga trên cao lớn nhất giai đoạn 1 với chiều dài 140 m và rộng 29,4 m. Thiết kế 2 ke ga dạng đảo với 4 làn tàu chạy, tương tự ga Tân Cảng thuộc Tuyến 1 ở Thành phố Hồ Chí Minh.[14]

### Đoạn ngầm
Tổng chiều dài đoạn ngầm Tuyến 2.1 xấp xỉ 8,9 km từ điểm hạ ngầm trước ga Bưởi (C4) đến sau ga Trần Hưng Đạo (C10) với độ sâu trung bình 13 m. Đường kính của mỗi ống ngầm khoảng 5,9m. Kích thước chung của các nhà ga là dài 150 m và rộng 21,4 m, thiết kế ke ga dạng đảo với 2 làn tàu. Kết cấu hộp ga gồm 3 tầng: tầng trung chuyển, tầng lửng (nơi đặt các thiết bị cơ điện) và tầng ke ga, trong các ga ngầm có bố trí máy bán vé, máy soát vé tự động, nhà vệ sinh, thang cuốn, thang máy.
Một số nhà ga có thiết kế xếp chồng 4 tầng do yếu tố địa hình hoặc trung chuyển như ga Hồ Hoàn Kiếm (C9), ga Trần Hưng Đạo (C10),...
Kết cấu đường hầm là đường đơn sẽ được thi công bằng máy khoan hầm toàn tiết diện (TBM) (máy đào hầm cân bằng áp lực đất, EPB và vữa bùn Slurry được nghiên cứu áp dụng) nên sẽ không ảnh hưởng đến các công trình trên mặt đất, các ga ngầm được thi công bằng phương pháp đào lộ thiên.
Để tiếp cận các nhà ga, hệ thống thang máy và thang cuốn từ mặt đất sẽ được lắp đặt. Sàn Tactile sẽ được lát như là một công cụ hỗ trợ cho người khiếm thị. Một nhà vệ sinh cho người khuyết tật được bố trí tại khu vực đã trả phí của phòng chờ. Các bảng chỉ dẫn và thiết bị đầy đủ sẽ được bổ sung vào các máy bán hàng tự động, quầy thông tin, nhà vệ sinh và những nơi khác để hỗ trợ cho hoạt động của người khuyết tật. Cửa chắn ke ga (PSD) dạng lan can tại tất cả các ga trên cao và kín hoàn toàn tại các ga ngầm cũng sẽ được lắp đặt nhằm bảo đảm an toàn cho hành khách.

### Danh sách các nhà ga trên tuyến (đoạn Nam Thăng Long – Trần Hưng Đạo)
Tuyến 2 giai đoạn 1 có tổng cộng 10 nhà ga bao gồm 3 ga trên cao và 7 ga ngầm. Các nhà ga được đặt gần những khu đô thị mới, khu phố nội thành đông dân cư, các điểm thu hút du lịch trong thành phố nhằm tạo sự thuận tiện cho người dân và du khách di chuyển.  
| Ký hiệu ga | Tên ga          | Tên ga                      | Tuyến trung chuyển | Khoảng cách (km) | Tổng khoảng cách (km) | Khu vực     | Khu vực       |
| Ký hiệu ga | Tiếng Việt      | Tiếng Anh                   | Tuyến trung chuyển | Khoảng cách (km) | Tổng khoảng cách (km) | Quận        | Phường        |
| ---------- | --------------- | --------------------------- | ------------------ | ---------------- | --------------------- | ----------- | ------------- |
| T2C01      | Nam Thăng Long  | South Thang Long            |                    | 0,0              | 0,0                   | Tây Hồ      | Xuân La       |
| T2C02      | Ngoại Giao Đoàn | Diplomatic Corps Urban Area |                    | 1,0              | 1,0                   | Bắc Từ Liêm | Xuân Tảo      |
| T2C03      | Tây Hồ Tây      | West Ho Tay                 |                    | 0,8              | 1,8                   | Tây Hồ      | Xuân La       |
| T2C04      | Bưởi            | Buoi                        |                    | 1,6              | 3,4                   | Tây Hồ      | Bưởi          |
| T2C05      | Quần Ngựa       | Quan Ngua Gymnasium         | T5 Tuyến 5         | 1,7              | 5,1                   | Ba Đình     | Liễu Giai     |
| T2C06      | Bách Thảo       | Botanical Garden            |                    | 1,3              | 6,4                   | Ba Đình     | Ngọc Hà       |
| T2C07      | Hồ Tây          | West Lake                   |                    | 0,8              | 7,2                   | Ba Đình     | Thụy Khuê     |
| T2C08      | Hàng Đậu        | Hang Dau                    | T1 Tuyến 1         | 1,1              | 8,3                   | Ba Đình     | Quán Thánh    |
| T2C09      | Hồ Hoàn Kiếm    | Hoan Kiem Lake              |                    | 0,4              | 8,7                   | Hoàn Kiếm   | Hàng Trống    |
| T2C10      | Trần Hưng Đạo   | Tran Hung Dao               | T3 Tuyến 3         | 1,9              | 10,6                  | Hoàn Kiếm   | Trần Hưng Đạo |

Ghi chú
1. ↑  Các ga của các kỳ đầu tư khác nhau sẽ có ký hiệu với tiền tố riêng. Trong đó, tiền tố "C" được dùng cho giai đoạn 2.1 và 2.2; tiền tố "N" được dùng cho giai đoạn 2.3; tiền tố "M" được dùng cho giai đoạn 2.4; và tiền tố "D" được dùng cho giai đoạn 2.5.

## Depot
Tuyến 2 khi hoàn thành tất cả các giai đoạn sẽ có tổng cộng 2 depot.
Depot của Tuyến 2 giai đoạn 1 có diện tích 17,58 ha sẽ được đặt tại phường Xuân Đỉnh, quận Bắc Từ Liêm, Hà Nội. Cơ sở tiếp giáp với đường Nguyễn Văn Huyên kéo dài và đường Nguyễn Hoàng Tôn, nằm giữa hai ga Nam Thăng Long (C1) và ga Ngoại Giao Đoàn (C2), cách ga C1 khoảng 200 m..
Depot của tuyến bao gồm nhiều tòa nhà với các chức năng khác nhau như khu đỗ tàu, xưởng bảo trì và trung tâm điều hành chạy tàu (OCC),...

## Thi công
Dự án được Thủ tướng Chính phủ phê duyệt vào tháng 11 năm 2008, dự định khởi công năm 2009 và hoàn thành năm 2015. Tuy nhiên do các vướng mắc liên quan đến giải phóng mặt bằng (GPMB), thay đổi trong tính toán tổng vốn đầu tư và vị trí đặt ga ngầm Hồ Hoàn Kiếm (C9),... dự án đã bị trì hoãn khởi công nhiều lần, gây bức xúc cho dư luận. Vì những lí do trên, mốc mới được điều chỉnh thành 2009–2031 thay vì 2009–2015 như trước đó theo đề nghị của UBND TP Hà Nội. Theo đó, tuyến dự kiến hoàn thành các thủ tục liên quan như đấu thầu hay GPMB trong năm 2024, phấn đấu khởi công vào tháng 10/2025, vận hành năm 2029 và đào tạo bảo dưỡng thêm 2 năm đến 2031 thì hoàn thành.
Hiện tại các quận vẫn đang tiến hành công tác GPMB. Khu vực depot đã hoàn thành 100% diện tích, phần ga trên cao đạt 92% và ga ngầm đạt 79%, tương đương 5/7 ga. 6 gói thầu xây lắp chính sử dụng vốn vay ODA sẽ được triển khai sau khi kế hoạch điều chỉnh dự án được phê duyệt.

## Tranh cãi liên quan đến vị trí ga ngầm

### Ga Bách Thảo (C6)
Theo thiết kế ban đầu tuyến metro sẽ đặt vị trí ga Bách Thảo (C6) tại khu vực đường Thụy Khuê còn ga Quần Ngựa (C5) và ga Hồ Tây (C7) tại đường Hoàng Hoa Thám. Điều này đã gây tranh cãi do theo ý kiến của người dân và chuyên gia Wessels, vị trí đặt nhà ga C6 đã khiến tuyến tàu điện ngầm này hình thành một đường cong uốn lượn rất bất thường. Theo quy hoạch ban đầu thì đường hầm của ga C6 phải chạy từ ga C5, vốn đang nằm trên đường Hoàng Hoa Thám để lượn xuống ga C6 tại phố Thụy Khuê rồi lại uốn cong tiếp để lượn về ga C7 trên đường Hoàng Hoa Thám. Vị trí ga C6 cũng bị cho là quá xa ga C5 nhưng lại quá gần ga C7 do hai ga cách nhau chỉ 730 m. Giải thích về điều này, ông Lưu Xuân Hùng – Phó trưởng ban Quản lý dự án đường sắt đô thị Hà Nội nêu quan điểm rằng, nếu thực hiện phương án này thì tuyến sẽ phải đi ngầm dưới Công viên Bách Thảo, Bộ Tư lệnh Cảnh vệ,... có thể phát sinh các vấn đề tiềm ẩn về ảnh hưởng môi trường sinh thái của khu Bách Thảo, các di tích văn hóa, công trình ngầm bí mật liên quan đến khu vực Văn phòng Chính phủ, an ninh quốc phòng. Đồng tình với quan điểm trên, phía tư vấn Nhật Bản cũng cho rằng nếu phải thay đổi thiết kế phương án trên có thể gây phát sinh chi phí và diện tích GPMB trong quá trình thi công.

### Ga Hồ Hoàn Kiếm (C9)
Ban đầu, ga ngầm Hồ Hoàn Kiếm (C9) có ba phương án xây dựng:
1. Phương án 1, ga được kéo ra ngoài vùng bảo vệ II của di tích hồ Hoàn Kiếm, nằm dưới đường Đinh Tiên Hoàng, phía trước trụ sở Tổng công ty Điện lực Hà Nội và trụ sở HĐND – UBND Thành phố Hà Nội. Ga dài 202,4 m, rộng 15 m, sâu 31 m và có 2 cửa lên xuống. Kết cấu ga cách tòa nhà gần nhất khoảng 3 m. Phương án này được MRB đánh giá là ít tác động đến khu vực di tích được bảo vệ, song sẽ nảy sinh nhiều yếu tố kỹ thuật phức tạp, tăng diện tích giải phóng mặt bằng, đội chi phí, có thể gây lún nền nếu thi công do đất phủ mỏng, gây nguy hiểm cho các khu dân cư nằm gần ga trong quá trình xây dựng.
2. Phương án 2 là phương án ban đầu. Theo đó, ga C9 được đặt trước trụ sở Tổng công ty Điện lực Hà Nội, dưới vườn hoa bờ hồ Hoàn Kiếm. Ga dài 150 m; rộng 21,4 m và sâu 20 m; đỉnh ga cách mặt đất khoảng 2,5 m. Nhà ga có 4 cửa lên xuống, xây theo mô hình 3 tầng song song đồng mức. Tầng trên cùng là tầng trung chuyển, ở giữa là khu vực bộ phận kỹ thuật và dưới cùng là ke ga nơi đón trả khách. Thiết kế này tương đồng với kết cấu điển hình của các ga ngầm trên tuyến, giúp giảm diện tích GPMB, chi phí xây dựng so với Phương án 1 và phù hợp với quy hoạch được duyệt.
3. Phương án 3, ga bị bỏ hoặc lùi thời điểm xây dựng sau khi tuyến metro đi vào hoạt động. Tàu sẽ chạy từ ga Hàng Đậu (C8) đến thẳng ga Trần Hưng Đạo (C10) giúp thời gian di chuyển giảm một phút. Dù nhà ga không được xây dựng, công trình sơ tán hành khách, đường hầm cho công nhân tiến hành bảo trì và hệ thống thông gió vẫn cần thiết do khoảng cách giữa ga C8 và C10 lên đến 2,65 km. Tuy nhiên, bỏ ga ngầm C9 sẽ không giải quyết được vấn đề ùn tắc quanh di tích hồ Hoàn Kiếm; giảm hành khách; ảnh hưởng chung đến hiệu quả mạng lưới đường sắt đô thị của thành phố. Không có ga ngầm C9 cũng làm giảm sự thuận tiện của người dân khi di chuyển trong khu vực hồ Hoàn Kiếm, tác động đến kế hoạch hạn chế xe cá nhân trong nội đô. Phương án xây dựng nhà ga C9 sau khi tuyến hoàn thành nhưng cũng không được khuyến nghị do khó khăn trong thi công, nguy hiểm tới hành khách, chi phí lớn kèm thời gian thi công kéo dài[21].

Sau khi tham khảo lấy ý kiến người dân và nhiều chuyên gia trong lĩnh vực, Hà Nội đã chốt Phương án 1 cho ga ngầm C9.

## Các đoạn tuyến trong tương lai
Trong tương lai đến năm 2030 UBND TP Hà Nội đặt mục tiêu triển khai đầu tư hoàn thiện Tuyến 2 theo quy hoạch, trong đó sẽ hoàn thành đoạn Tuyến 2.2 (Trần Hưng Đạo – Thượng Đình) gồm 6 ga ngầm dài khoảng 6 km kết nối với Tuyến 2A; đoạn Tuyến 2.3 (Nam Thăng Long – Nội Bài) dài 19,65 km, bao gồm 12 ga (3 ga ngầm khu vực sân bay và 9 ga trên cao), 1 depot thuộc địa phận xã Phủ Lỗ, huyện Sóc Sơn và 1 cầu vượt sông Hồng chạy kết hợp giữa tàu thường và tàu tốc hành sân bay kết nối nội đô với sân bay Nội Bài. Khảo sát thu thập số liệu nghiên cứu kéo dài Tuyến 2 lên phía Bắc được thực hiện bởi JICA bắt đầu vào 6/2018 và hoàn thành vào 2/2020.